# Kunsthaus Erfurt

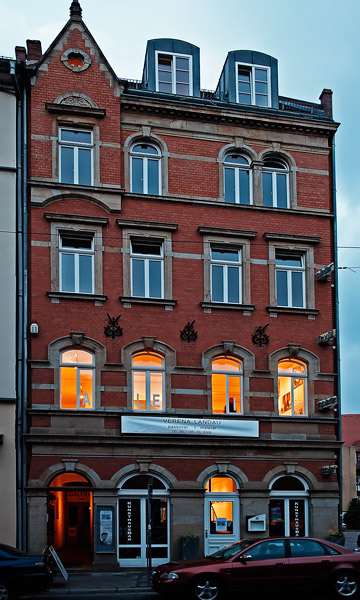
Kunsthaus Erfurt, im September 2005

Das Kunsthaus Erfurt ist ein Haus für zeitgenössische Kunst in der Michaelisstraße 34 in der Altstadt von Erfurt. Es wird von Monique Förster geleitet und beherbergt auf vier Etagen Galerieräume, unter kuratorischer Mitarbeit des Berliner Ausstellungsmachers Dirk Teschner, Ateliers und Büros. Gegründet wurde es 1990 von den Frauen der Künstlerinnengruppe Exterra XX. Die Künstlerinnengruppe Erfurt hatte viele Namen und gilt als eine der wichtigsten Initiativen der nonkonformen Szene in der DDR.
Das Kunsthaus Erfurt verschreibt sich seit seiner Gründung im Jahr 1990 der zeitgenössischen Kunst. Seither fanden rund 160 Ausstellungen mit 400 Künstlerinnen und Künstlern aus dem In- und Ausland statt. Im Zuge einer Ausstellung im September 2008 wurde der Klub 500 gegründet. 2009 organisierte das Kunsthaus im leerstehenden alten Innenministerium die Ausstellungen Kunstlawine, below the line und die Armella Show, eine Messe von 15 Galerien aus 9 Städten.
Unter anderem wurden im Kunsthaus bisher Arbeiten gezeigt von: Jim Avignon, Stephan Balkenhol, Suse Bauer, Jan Brokof, DAG, Ursula Döbereiner, Yingmei Duan, Anke Feuchtenberger, Jürgen Grewe, Jana Gunstheimer, Marc Jung, Dirk Krecker, Marcel Krummrich, Laibach, Verena Landau, Boris Mikhailov, Bruce Nauman, Jirka Pfahl, Martin Pfeifle, Andrea Pichl, michaL. schmidt, Stefanie Seufert, Ute Weiss-Leder und Carsten Weitzmann.

## Publikationen (Auswahl)
- Die Musen. Künstlerinnen des Tacheles. Erfurt 1992
- Gunther Lerz. Impressionen aus dem Raum. Erfurt 1995
- Matthias Geitel. Eine Wanderung durch die Campagne. Erfurt 1997
- Lichtbrücken. Projektionen und Installationen zwischen Krämerbrücke und Schlösserbrücke. Erfurt 2001
- 100 Selbstporträt. 10 Jahre Galerie im Kunsthaus Erfurt. Erfurt 2001
- Aller et retour. Erfurt und Saarbrücken 2001
- EXTERRA XX. Erfurt 2001
- Happy Birthday. Fünfzehn Jahre Galerie im Kunsthaus Erfurt. Erfurt 2006
- Martin Pfeifle. Isidor. Kunsthaus Erfurt und Museum Goch (Hg.), Kerber Verlag: Bielefeld und Leipzig 2009
- Jérôme Chazeix. Strahlungen / Radiations. Kunsthaus Erfurt und Künstlerhaus Meinersen (Hg.), Revolver Verlag: Berlin 2010
- Carina Linge. Kunsthaus Erfurt, Kulturdirektion Weimar und Kunsthalle Erfurt (Hg.), Kerber Verlag: Bielefeld und Leipzig 2010